# Zenon: Z3
Zenon: Z3 è un film per la televisione, pubblicato negli USA l'11 giugno 2004 su Disney Channel.

## Trama
Zenon Kar ora ha 18 anni e gareggia per vincere il concorso Galactic Teen Supreme e festeggiare al Moonstock Festival on the Moon. Zenon vuole battere l'affascinante concorrente Bronley Hale. Si ricongiunge anche con l'attivista di conservazione della Luna Sage Borealis. Sage vuole disperatamente impedire alla Luna di essere colonizzata e sfruttata e vuole l'aiuto di Zenon.